# Тохта (Архангельская область)
Тохта́ — село в Ленском районе Архангельской области. Входит в состав Сафроновского сельского поселения.

## География
Находится в юго-восточной части Архангельской области на расстоянии приблизительно 10 км на северо-запад по прямой от административного центра района села Яренск, на правом берегу реки Яренга.

## История
Учтено было ещё в 1710 году как поселение с 5 дворами. В 1859 году здесь (село Яренского уезда Вологодской губернии) был учтён 31 двор. Действовавшая когда-то деревянная Екатерининская церковь находится в полуразрушенном состоянии.

## Население
Численность населения: 241 человек (1859 год), 87 (русские 95 %) в 2002 году, 51 в 2010.